# Ochlandra ebracteata
Ochlandra ebracteata är en gräsart som beskrevs av Mukat Behari Raizada och Chatterji. Ochlandra ebracteata ingår i släktet Ochlandra och familjen gräs. Inga underarter finns listade i Catalogue of Life.